# (4850) Palestrina
(4850) Palestrina (1973 UJ5) – planetoida z pasa głównego asteroid okrążająca Słońce w ciągu 4,89 lat w średniej odległości 2,88 j.a. Odkryta 27 października 1973 roku.